# Jean-Jacques Burot de Carcouët
Jean-Jacques Burot de Carcouët, né le 2 février 1764 à Nantes et mort le 8 janvier 1848 à Héric, est un militaire et homme politique français.

## Biographie
Issu d'une vieille famille bretonne, fils de Jean Burot, seigneur de Carcouët, président en la Chambre des comptes de Bretagne, et de Marie Catherine Suzanne Imbert de La Choltière, il suivit la carrière militaire. À la Révolution, il émigra avec ses deux frères, fit dans les « chasseurs nobles » toutes les campagnes de l'armée de Condé, et ne revint qu'après le licenciement de ce corps. Au retour des Bourbons, en 1814, il reçut la croix de Saint-Louis. En 1815, il combattit encore dans les armées royales; puis, lors de la seconde Restauration, il rentra d'abord dans la vie privée. 
Propriétaire à Héric, maire de cette commune, et conseiller général, ce n'est qu'en 1827 qu'il accepta une candidature à la députation. Élu, le 24 novembre, par le collège de département de la Loire-Inférieure, avec 130 voix sur 230 votants, et 274 inscrits, il siégea au côté droit dans les sessions de 1828 et 1829, et vota contre l'adresse des 221 qui provoqua la révolution de Juillet. Il obtint, après la dissolution, le 3 juillet 1830, le renouvellement de son mandat, par 153 voix sur 298 votants et 315 inscrits. Burot de Carcouët, sans se rallier à la monarchie de Louis-Philippe, fut de ceux qui ne donnèrent pas leur démission de député. Il siégea jusqu'en 1831, et ne se représenta pas aux élections suivantes.
Marié, le 23 février 1802 à Saint-Étienne-de-Montluc, avec Marie Rosalie Josephe Collobel du Bodel, fille de Jean Clément Collobel du Bot, officier au régiment de Nice, et d'Élisabeth Bitaut du Plessix, il est le grand-père du comte Amaury de Goyon Matignon de Marcé, maire de Joué-sur-Erdre.

## Sources
- « Jean-Jacques Burot de Carcouët », dans Adolphe Robert et Gaston Cougny, Dictionnaire des parlementaires français, Edgar Bourloton, 1889-1891 [détail de l’édition]